# تلمبة هاي كوتشة كناري
تلمبة هاي كوتشة كناري (بالفارسية: تلمبه هائ كوچه كنارئ) هي منطقة سكنية تقع في فارس في إيران.